# پائولو بیانکینی
پائولو بیانکینی (انگلیسی: Paolo Bianchini؛ زادهٔ ۱۹۳۱) کارگردان فیلم و فیلم‌نامه‌نویس اهل ایتالیا است.
از فیلم‌هایی که وی در آن‌ها نقش داشته است، می‌توان به دکامرون شماره ۴ – حکایت‌های دلکش بوکاچو، جایی در جهنم به تو خواهم داد، زندگی‌های به فنا رفته و غار اشاره نمود.